# Ryszard Rosa
Ryszard Rosa (ur. 13 stycznia 1960 w Bytomiu) – polski piłkarz grający na pozycji obrońcy.

## Kariera piłkarska

### Kariera w Polsce
Karierę piłkarską rozpoczął w 1979 roku w Polonii Bytom, w barwach której 9 marca 1980 roku w przegranym 1:0 meczu wyjazdowym ze Stalą Mielec zadebiutował w ekstraklasie, a w tym samym sezonie rozegrał 12 meczów, natomiast Królowa Śląska zakończyła rozgrywki ligowe na ostatnim – 16. miejscu i tym samym spadła do II ligi, a pod koniec 1982 roku Rosa odszedł z klubu.
Następnym klubem w karierze Rosy była Gwardia Warszawa, z której w sezonie 1982/1983 rozegrał 12 meczów, natomiast Harpagony zakończyły rozgrywki ligowe na ostatnim – 16. miejscu i tym samym spadły do II ligi, a po sezonie 1983/1984 Rosa odszedł z klubu.
Następnie został zawodnikiem Śląska Wrocław, w którym odnosił największe sukcesy w karierze piłkarskiej, choć w rozwoju kariery Rosy przeszkodziły liczne kontuzje: w sezonie 1986/1987 z Wojskowymi zajął 4. miejsce w ekstraklasie, zdobył Puchar Polski po wygranej w finale serii rzutów karnych 4:3 (po dogrywce 0:0) z GKS-em Katowice rozegranym 24 czerwca 1987 roku na Stadionie Odry Opole w Opolu (Rosa nie grał), natomiast 2 sierpnia 1987 roku na Stadionie Miejskim w Białymstoku po wygranej 0:2 z mistrzem Polski – Górnikiem Zabrze zdobył Superpuchar Polski (Rosa w 80. minucie zastąpił Kazimierza Mikołajewicza. 16 kwietnia 1988 roku w zremisowanym 1:1 meczu domowym z Szombierkami Bytom, w 89. minucie ustalając wynik meczu, zdobył swojego jedynego gola w ekstraklasie. Pod koniec 1988 roku odszedł z klubu.

### Kariera za granicą
Następnie wyjechał do Stanów Zjednoczonych, gdzie w latach 1989-1995 grał w występującym rozgrywkach amatorskiej ligi United States Adult Soccer Association polonijnym klubie - Polish-American Eagles z siedzibą w Yonkers w stanie Nowy Jork, z którym w 28 lipca 1990 roku po wygranej 2:1 z Brooklyn Italians na Kuntz Stadium w Indianapolis w stanie Indiana zdobył U.S. Open Cup 1990.
Następnie w 1995 roku został zawodnikiem austriackiego FC Hörbranz, po czym w tym samym roku zakończył karierę piłkarską.
Łącznie w ekstraklasie rozegrał 71 meczów, w których zdobył 1 gola.

## Sukcesy
Śląsk Wrocław
- Puchar Polski: 1987
- Superpuchar Polski: 1987

Polish-American Eagles
- U.S. Open Cup: 1990